# 圣加大肋纳的神秘婚姻 (梅姆林)
《圣加大肋纳的神秘婚姻》是早期尼德兰画家汉斯·梅姆林的油画，绘制于1480 年，现藏于纽约大都会艺术博物馆。画中描绘圣母玛利亚 抱着圣婴耶稣，宝座两侧是演奏乐器的天使，以及 亚历山大的加大肋纳和白芭蕾。而左边的男子大概是订制画作者。